# Atletismo nos Jogos Pan-Americanos de 1991 - Decatlo masculino
A prova do decatlo masculino nos Jogos Pan-Americanos de 1991 foi realizada em 7 e 8 de agosto em Havana, Cuba. Pedro da Silva, do Brasil, ganhou a medalha de ouro com um total de 7.762 pontos.

## Resultados
| Posição           | Atleta              | Nacionalidade      | 100m  | SD   | AP    | SA | 400m | 110m B | AD | SV | LD | 1500m | Pontos | Notas |
| ----------------- | ------------------- | ------------------ | ----- | ---- | ----- | -- | ---- | ------ | -- | -- | -- | ----- | ------ | ----- |
| Medalha de ouro   | Pedro da Silva      | BRA Brasil         | 11.36 | 7.01 | 15.02 |    |      |        |    |    |    |       | 7762   |       |
| Medalha de prata  | Eugenio Balanqué    | CUB Cuba           | 11.00 | 7.04 | 13.58 |    |      |        |    |    |    |       | 7726   |       |
| Medalha de bronze | Sheldon Blockburger | USA Estados Unidos | 11.14 | 7.37 | 14.40 |    |      |        |    | NM |    |       | 7262   |       |
| 4                 | Antonio Greene      | BAH Bahamas        | 11.27 | 7.09 | 12.56 |    |      |        |    |    |    |       | 7205   |       |
| 5                 | Richard Hesketh     | CAN Canadá         | 11.40 | 6.90 | 12.73 |    |      |        |    |    |    |       | 7120   |       |
| 6                 | Miguel Valle        | CUB Cuba           | 11.00 | 7.34 | 13.91 |    |      |        |    |    |    |       | 7087   |       |
| 7                 | Dave Masgay         | USA Estados Unidos | 11.43 | 7.09 | 12.80 |    |      |        |    |    |    |       | DNF    |       |